# Згуртування білоруської шляхти
«Зібрання́ білору́ської шля́хти», ЗБШ (біл. Згуртаванне Беларускай Шляхты) — колишня білоруська суспільно-патріотична, вчено-культурна добровільна організація осіб шляхетського стану за походженням. Існувала з 1988 р., юридично заснована 1 листопада 1992 р. на 1-м (Установчому) Сеймі в м. Мінську. Розпущена з 2000 р..
- Вищий орган — Сейм, між сеймами — Найвища Рада.
- Виконавчі органи: Головний секретаріат і секретаріати на місцях. Мої територіальні філії, керівний орган — соймік.
- Великий маршалок — Анатолій Петрович Грицкевіч, Почесний маршалок — граф Андрій-Станіслав Цехановецькі.
- Основні цілі ЗБШ — це об'єднання осіб шляхетського стану на підставі спільних інтересів, всебічного вивчення, збереження, відродження і розвитку білоруської національної духовної та матеріальної культури.
- Видає журнал «Годнасць» (укр. Гідність).